# Hockeria polycarinata
Hockeria polycarinata är en stekelart som beskrevs av T.C. Narendran 1989. Hockeria polycarinata ingår i släktet Hockeria och familjen bredlårsteklar. Inga underarter finns listade i Catalogue of Life.